# تپه عباسقلی خان
تپه عباسقلی خان مربوط به هزاره ۴ قبل از میلاد است و در شهرستان بیضا، بخش بیضا، دهستان بانش، ۱ کیلومتری شمال روستای بانش واقع شده و این اثر در تاریخ ۳۰ بهمن ۱۳۸۶ با شمارهٔ ثبت ۲۰۹۶۷ به‌عنوان یکی از آثار ملی ایران به ثبت رسیده است.